# 30 грудня
30 грудня — 364-й день року (365-й у високосні роки) в григоріанському календарі. До кінця року залишається 1 день.

## Свята і пам'ятні дні

### Національні
- Мадагаскар  — День Республіки.
- США: Кванзаа (п'ятий день).

### Релігійні

#### Західне християнство
- Шостий день із Дванадцяти Днів Різдва;
- Пам'ять папи Фелікса I;
- Пам'ять святих Еґвіна Івшемського[en], Ліберія Равеннського[en], Рауля Камбреського[es] та Роджера Каннського[en];
- Пам'ять Френсіси Джозеф-Ґоде[en] (Єпископальна церква).

#### Східне християнство
- Пам’ять святої мучениці Анісії Солунської[en];
- Пам’ять преподобного пресвітера Зотика;
- Пам’ять апостола від 70-х Тимона Бострийського;
- Пам’ять мученика Філітера Нікомидійського;
- Пам'ять преподобних Феодори Кесарійської та Феодори Царгородської[1];
- Пам'ять святого Авраама Письменника[en] (Сирійська церква).

## Іменини
✝  Католицькі: Еґвін, Ліберій, Рауль, Роджер, Фелікс.
✙ Православні: Анісія, Зотик, Тимон, Філітер, Теодора/Феодора.

## Події
- 1616 — Вийшов з друку «Часослов» — перша друкована книга в Києві.
- 1699 — указ Петра I про перенесення святкування Нового року в Росії з 1 вересня на 1 січня (20 грудня за ст. ст.).
- 1853 — США купили в Мексики південну частину майбутніх штатів Аризона та Нью-Мексико.
- 1905 — Француз Віктор Емері на автомобілі «Darracq» з бензиновим двигуном встановив новий світовий рекорд — поблизу Арле-Салон він розвинув швидкість 109.589 миль/год (177.5 км/год).
- 1922 — Створено СРСР
- 1927 — В Токіо між районами Уено і Асакуса почав діяти перший в Азії метрополітен.
- 1947 — під тиском комуністів останній король Румунії Міхай I зрікся престолу.
- 1964 — Утворено ЮНКТАД (Конференція ООН з торгівлі та розвитку).
- 1965 — Фердинанд Маркос став президентом Філіппін.
- 1978 — в Києві стала до ладу перша в Радянському Союзі лінія швидкісного трамваю побудована за ініціативою Володимира Веклича та Василя Дяконова.
- 1981 — Президент США Рональд Рейган звинуватив СРСР у причетності до політичної кризи в Польщі і оголосив про введення економічних санкцій проти Радянського Союзу — припинення переговорів про продаж зерна і ембарго на постачання обладнання для Транссибірського газопроводу.
- 1992 — у Сімферополі почала виходити україномовна громадсько-політична та літературна газета «Кримська світлиця»
- 1993 — Ізраїль i Ватикан встановили дипломатичні відносини.
- 1999 — Верховний Суд України визнав статті кримінального кодексу, що передбачали смертну кару, неконституційними.
- 2006 — У Багдаді страчено через повішення Президента Іраку (1979—2003) Саддама Хусейна.

## Народились
Дивись також Категорія:Народились 30 грудня
- 39 — Тит Флавій Веспасіан, римський імператор.
- 1552 — Саймон Формен, англійський астролог.
- 1673 — Ахмед III, турецький султан.
- 1678 — Вільям Крофт, англійський композитор.
- 1819 — Теодор Фонтане, німецький письменник.
- 1838 — Еміль Лубе, французький політик, президент Франції (1899-1906).
- 1865 — Редьярд Кіплінг (Rudyard Kipling), англійський письменник.
- 1869 — Стівен Лікок (Stephen Leacock), канадський письменник і економіст.
- 1884 — Тодзьо Хідекі, генерал, прем'єр-міністр Японії (1941-44 роки); Міжнародним трибуналом визнаний військовим злочинцем і страчений.
- 1888 — Еугеніуш Квятковський, польський політик і економіст.
- 1896 — Хосе Рісаль, національний герой Філіппін.
- 1897 — Альфредо Браккі (Alfredo Bracchi), італійський письменник.
- 1906 — Святослав Гординський, український художник, графік, поет, мистецтвознавець, журналіст, громадський діяч.
- 1912 — Андрій Сова, український актор, гуморист, майстер художнього слова.
- 1935 — Омар Бонго, президент Габону у 1967—2009.
- 1942 — Володимир Буковський, радянський дисидент, правозахисник, письменник, публіцист, історик.
- 1946 — Патті Сміт, американська співачка, авторка текстів, композиторка.
- 1961 — Бен Джонсон, канадський спринтер[en], рекордсмен світу з бігу на 100 метрів (1988), позбавлений золотих нагород і пожиттєво дискваліфікований на Олімпійських іграх в Сеулі (1988) за вживання допінгу.
- 1971 - Волощук Назар Олександрович, український бандурист, співак, громадсько-політичний діяч.
- 1974 — Ірма Вітовська, українська акторка театру та кіно, продюсерка та громадська діячка.
- 1975 — Тайґер Вудс, легенда світового гольфу, переможець понад 100 турнірів. Один з найбагатших спортсменів світу.
- 1984 — Леброн Джеймс, один з найвідоміших баскетболістів світу. Чотириразовий чемпіон НБА. (2012, 2013, 2016, 2020)
- 1986 — Кейті Лотц, американська акторка.
- 1995 — Кім Те Хьон, південнокорейський співак, також відомий як V.

## Померли

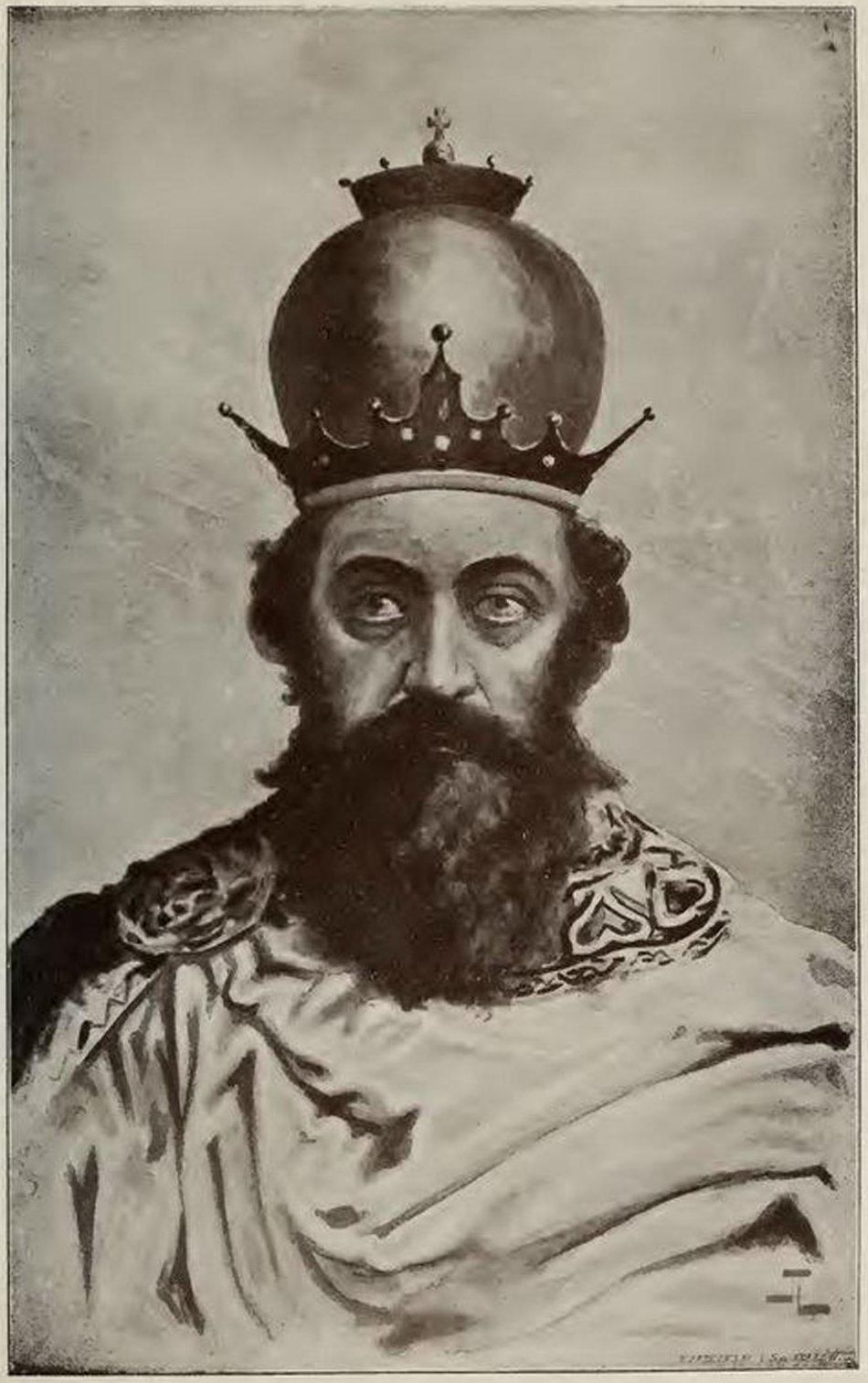
Данило Романович

Дивись також Категорія:Померли 30 грудня
- 274 — Фелікс I, святий римо-католицької церкви, Папа Римський.
- 1264 — Данило Романович, руський князь з династії Романовичів, правитель Галицько-Волинського князівства
- 1591 — Іннокентій IX, Папа Римський.
- 1691 — Роберт Бойль, англійський хімік, фізик, природознавець, філософ.
- 1789 — Франческо Цуккареллі, італійський художник-пейзажист і театральний декоратор.
- 1941 — Ель Лисицький, радянський художник і архітектор, один із видатних представників авангарду.
- 1944 — Ромен Роллан, французький письменник, музикознавець, театрознавець, мистецтвознавець, лауреат Нобелівської премії в галузі літератури.
- 1967 — Буцманюк Юліан, український і канадський художник-монументаліст, учень Модеста Сосенка.
- 1968 — Трюгве Гальвдан Лі, норвезький політик, перший Генеральний секретар ООН (1946–1953).
- 1977 — Сент-Луїс Джиммі Оден (справжнє ім'я Джеймс Берк Оден), американський блюзовий співак і автор пісень.
- 1979 — Річард Чарльз Роджерс, американський композитор.
- 1994 — Іваненко Дмитро Дмитрович, український фізик-теоретик, автор протон-нейтронної моделі атомного ядра.
- 2003 — Аніта Муй, гонконзька співачка та акторка, здійснила значний внесок до кантонської поп-музики.
- 2006 — Саддам Хусейн, колишній президент Іраку, письменник.
- 2010 — Боббі Фаррелл, діджей,танцюрист, бек-вокаліст, найбільш відомий як учасник групи Boney M.
- 2014 — Луїза Райнер, німецька акторка, лауреатка двох премій «Оскар».